# James Storm (aviron)
James Storm, né le 2 février 1941 à San Diego, est un rameur américain.

## Biographie

### Palmarès

#### Aviron aux Jeux olympiques
- 1964 à Tokyo,  Japon
  -  Médaille d'argent en deux de couple[1]

#### Championnats du monde d'aviron
- 1966 à Bled,  Yougoslavie
  -  Médaille d'argent en deux de couple